# Centenera del Campo
Centenera del Campo es una localidad y también una entidad local menor españolas de la provincia de Soria, partido judicial de Almazán, (comunidad autónoma de Castilla y León). Pueblo de la Comarca de Almazán, pertenece al municipio de Coscurita.

## Demografía
En el año 1981 contaba con 21 habitantes, concentrados en el núcleo principal, pasando a 11 en 2012.

## Historia
A la caída del Antiguo Régimen la localidad se constituye en municipio constitucional en la región de Castilla la Vieja que en el censo de 1842 contaba con 11 hogares y 48 vecinos, para posteriormente integrarse en Coscurita.